# Oro-fazio-digitales Syndrom Typ 14
Das Oro-fazio-digitales Syndrom Typ 14 oder (OFD X) ist eine sehr seltene angeborene Erkrankung mit einer Kombination von Gaumenspalte, Polysyndaktylie, Mikropenis und Mikrozephalie sowie geistiger Behinderung und gehört zu den Oro-fazio-digitalen Syndromen.
Synonym: englisch DDX59-related orofaciodigital syndrome
Die Erstbeschreibung stammt aus dem Jahre 2014 durch die französische Humangenetikerin Christel Thauvin-Robinet und Mitarbeiter.

## Verbreitung
Die Häufigkeit wird mit unter 1 zu 1.000.000 angegeben, die Vererbung erfolgt  autosomal-rezessiv.

## Ursache
Der Erkrankung liegen Mutationen im C2CD3-Gen auf Chromosom 11 Genort q13.4 zugrunde.

## Klinische Erscheinungen
Klinische Kriterien sind:
- Zungenhamartome, gespaltene Zunge, Gaumenspalte, atypische Zungenbändchen
- präaxiale Polydaktylie der Füße und postaxiale Polydaktylie der Hände
- Mikrozephalie mit erheblicher geistiger Behinderung, Trigonozephalie
- ausgeprägte Intelligenzminderung
- Mikropenis
- Hypoplasie des Kleinhirnwurmes, Balkenmangel, Zysten im Subarachnoidalraum des rechten Okzipitallappens und der Fossa cranii posterior.

## Differentialdiagnose
Abzugrenzen sind andere Formen des Oro-fazio-digitalen Syndromes.